# SN 2004ak
SN 2004ak – supernowa typu II odkryta 29 lutego 2004 roku w galaktyce UGC 4436. W momencie odkrycia miała maksymalną jasność 18,40m.